# 심판 (축구)

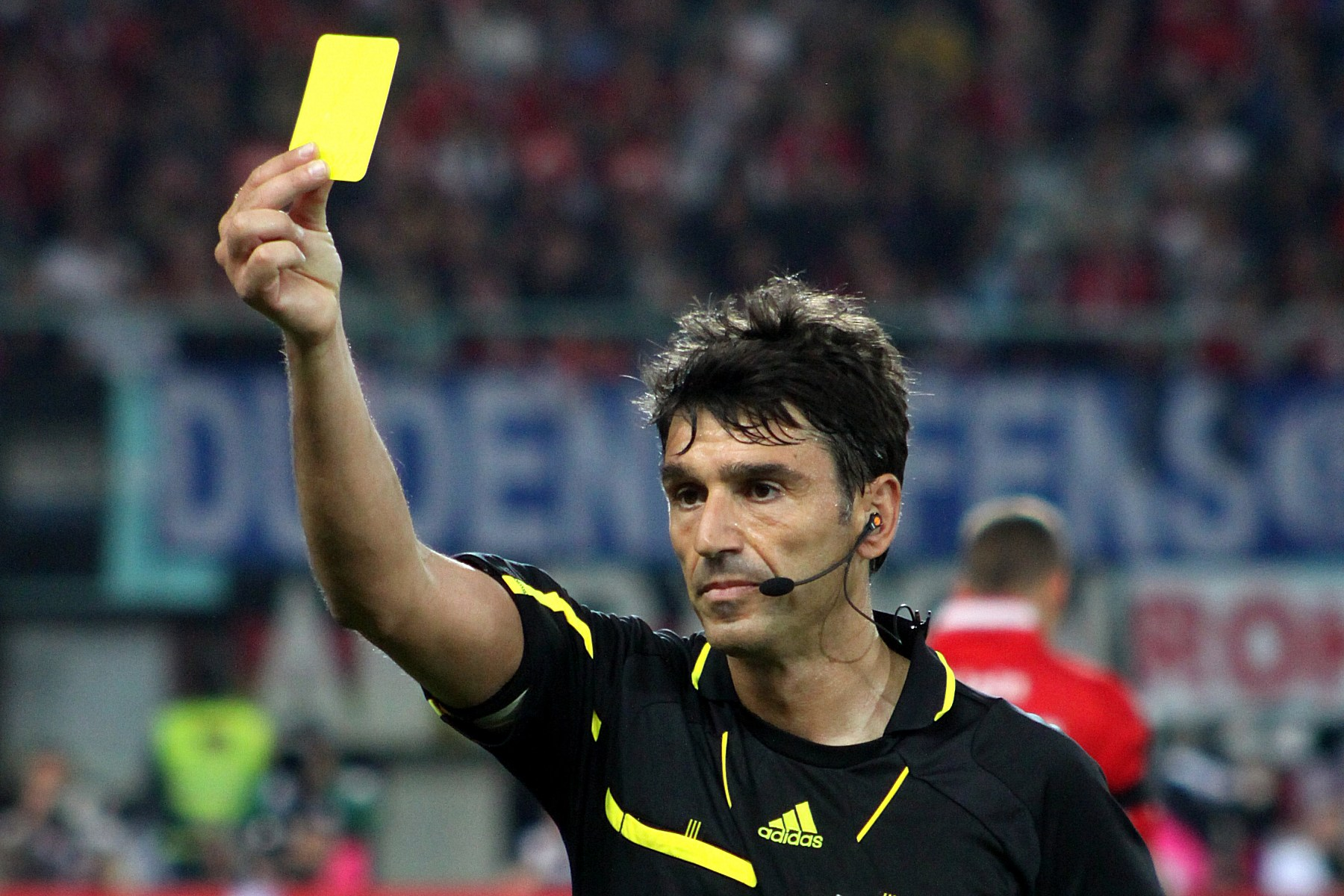
옐로 카드를 내미는 축구 심판 마시모 부사카

축구에서 심판(審判)은 축구 경기의 심판을 하는 사람이다. 일반적인 게임에서는 주심 1명, 부심 2명, 대기심 1명, VAR 심판 2명으로 진행된다.
축구에서 심판은 경기 중 경기 규칙을 해석하고 집행하는 책임을 맡은 사람이다. 주심은 플레이와 관련된 모든 사실에 대한 최종 결정권자이며, 경기 중 플레이를 시작 및 중지하고 선수와 코치에 대한 징계 조치를 내릴 수 있는 권한을 가진 경기 임원이다.
대부분의 플레이 수준에서 심판은 두 명의 부심(이전에는 선심으로 알려짐)의 도움을 받으며, 이들은 공이 경기장을 벗어났는지 여부와 심판의 시야 밖에서 발생하는 경기 규칙 위반 여부에 대해 심판에게 조언한다. 결정에 대한 최종 결정은 부심에 대한 기각 권한을 가진 주심에게 있다. 더 높은 수준의 플레이에서 심판은 팀의 기술 영역을 감독하고 심판의 행정 업무를 보조하는 네 번째 심판의 도움을 받을 수도 있으며, 가장 높은 수준에서는 추가 부심 및 비디오 보조 심판이 도움을 줄 수도 있다. 심판 및 기타 게임 임원은 회원 국가 조직에서 라이선스를 받고 훈련을 받는다.

## 권한과 임무
주심과 부심의 권한과 임무는 FIFA가 발간하는 'Laws of the Game'의 5번 규칙에 명시되어 있다.

### 주심
- 경기 규칙을 시행한다.
- 부심 또는 대기심판과 협조하여 경기를 관리한다.
- 사용되는 볼이 규칙 2의 요구조건에 맞는지 확인한다.
- 선수의 장비가 규칙 4의 요구조건에 적합한지 확인한다.
- 경기 기록과 계시원의 역할을 한다.
- 경기 규칙의 위반이 있을 경우 주심의 재량권으로, 경기를 중지, 일시 중단, 종료시킬 수 있다.
- 모든 형태의 외부 방해로 인해 경기를 중지, 일시 중단, 종료시킬 수 있다.
- 주심의 견해로, 선수가 심한 부상을 입었다면, 경기를 중단시키고 그 선수를 경기장에서 나가도록 한다. 부상당한 선수는 경기가 재개된 후에만 경기장에 복귀할 수 있다.
- 주심의 견해로 선수가 가벼운 부상이라면, 볼이 아웃 오브 플레이될 때까지 경기를 계속하도록 허용한다.
- 상처에서 피가 나는 선수는 경기장을 떠나도록 한다. 그 선수는 출혈이 멈췄는지를 반드시 확인한 주심의 신호를 받아야만 복귀할 수 있다.
- 반칙을 당한 팀이 이득이 있을 때에는 경기를 계속하도록 허용하고 예상된 어드밴티지가 그 당시에 실현되지 않는다면 최초의 반칙으로 처벌한다.
- 선수가 한 가지 이상의 반칙을 동시에 범한다면, 더 심한 위반을 처벌한다.
- 경고성과 퇴장성 반칙을 저지른 선수에 대하여 징계 조치를 취한다. 주심은 이 조치를 즉시 취할 의무는 없지만 볼이 다음 아웃 오브 플레이될 때에 반드시 취해야 한다.
- 스스로 책임 있는 태도로 행동하지 않은 팀 임원들에 대해 조치를 취한 다음 주심의 재량권으로, 팀 임원을 경기장이나 그 주변에서 추방시킬 수 있다.
- 주심이 목격하지 못한 사건에 대해 부심의 충고에 따라 처리한다.
- 허가를 받지 않은 사람의 경기장 입장을 불허한다.
- 경기가 중단된 후 경기의 재개를 알린다.
- 경기 보고서를 해당 기관에 제공하고, 이 보고서는 선수 그리고/또는 팀 임원에게 취해진 징계 조치에 대한 것과 경기 전, 중 또는 후에 발생한 기타 사건에 대한 정보를 포함해야 한다.

### 부심
부심은 2명이 임명되며, 부심의 임무는 주심의 판정에 복종하고 다음의 사항을 지적하는 것이다.
- 볼 전체가 경기장을 넘어 갔을 때
- 어느 팀이 코너킥, 골킥 또는 스로인을 할 권리가 있는지
- 선수가 오프사이드 위치에 있기 때문에 득점을 취소해야 하는 경우
- 선수 교체가 요청될 때
- 불법 행위 또는 어떤 상황이 주심의 시야 밖에서 발생했을 때
- 주심보다 부심이 반칙이 더 잘 보이는 위치에 있을 때 (이는 페널티 에어리어 내에서 발생한 반칙을 포함한다)
- 페널티킥에서, 볼이 킥이 되기 전에 골키퍼가 골라인을 벗어나 움직이는지 여부, 그리고 볼이 골라인을 넘었는지 여부

## 같이 보기
- 부심
- 파울 (축구)